# Funastrum trichopetalum
Funastrum trichopetalum är en oleanderväxtart som först beskrevs av Silveira, och fick sitt nu gällande namn av Rudolf Schlechter. Funastrum trichopetalum ingår i släktet Funastrum och familjen oleanderväxter. Inga underarter finns listade i Catalogue of Life.